# Турчинский, Адам Петрович
Адам Петрович Турчинский (15 августа 1897, слобода Красненская, Воронежская губерния — 29 января 1979, Симферополь) — советский военачальник, герой боёв за Крым во время Гражданской и Великой Отечественной войны, Герой Советского Союза (16 мая 1944). Гвардии генерал-майор (10 ноября 1942).

## Молодость и Первая мировая война
По семейному преданию, происходил из польской семьи. Отец был врачом, родители умерли во время эпидемии холеры. После их смерти рос в семье деда, работавшего кузнецом. Окончил церковно-приходскую школу и 5 классов реального училища, затем сам стал работать кузнецом.
В марте 1916 года А. П. Турчинский был призван в Русскую императорскую армию. Служил рядовым в запасном пехотном полку во Владимире. С мая 1916 года воевал на Первой мировой войне в составе 233-го Старобельского пехотного полка 59-й пехотной дивизии. Участвовал в Брусиловском прорыве. В конце 1916 года окончил полковую учебную команду и произведён в младшие унтер-офицеры. В 1917 году воевал в 234-м Богучарском пехотном полку. В декабре 1917 года был демобилизован.

## Гражданская война
С февраля 1918 года в составе отряда Красной гвардии Р. Ф. Сиверса сражался против формирований атамана П. Н. Краснова в Новохопёрском уезде. В апреле 1918 года вступил в Красную армию. Сначала был красноармейцем и командиром взвода пеших разведчиков 2-го Новохопёрского революционного полка 14-й стрелковой дивизии, продолжая воевать против войск Краснова. С января 1919 года — начальник комендантской команды при штабе 14-й стрелковой дивизии 9-й армии, комендант штаба дивизии, был ранен в бою. Особо отличился в боях на Кубани при разгроме войск генерала М. А. Фостикова, а затем на Северном Кавказе в Дагестане и в Чечне. В феврале 1921 был назначен командиром эскадрона 33-го Северо-Донецкого кавалерийского полка 6-й кавалерийской дивизии Первой Конной армии, в составе которой вёл активные боевые действия против бандитизма на Северном Кавказе. Там был вторично тяжело ранен. В те годы был близко знаком с С. М. Буденным, Л. З. Мехлисом и О. И. Городовиковым.

## Межвоенное время
В 1922 году назначен командиром 33-го Северо-Донецкого кавалерийского полка Северо-Кавказского военного округа, а с августа 1923 года командовал 32-м Белоглинским кавалерийским полком там же. При этом все эти года борьба против процветавшего на Северном Кавказе бандитизма продолжалась.
В апреле 1924 году был отправлен на Туркестанский фронт, где почти 10 лет участвовал в боях по ликвидации басмачества. Сначала  назначен командиром 63-го кавалерийской полка 11-й кавалерийской дивизии в Душанбе и в сентябре этого года ранен в третий раз. После излечения с апреля 1925 года — командир 78-го кавалерийского полка 6-й Алтайской кавалерийской бригады (Куляб). Отличился в ликвидации крупных банд Ибрагим-бека, Рахмано, Датхо, Гаюр-бека, Балта-Назара и других. В 1926 году был зачислен слушателем Среднеазиатских курсов востоковедения комсостава РККА в Ташкенте, которые окончил в 1928 году. С сентября 1928 года — командир 82-го кавалерийского полка 8-й отдельной Туркестанской кавалерийской бригады (Мерв), участвовал в ликвидации крупных басмаческих банд Джунаид-хана на территории Узбекистана. В тех боях отважный комполка получил от басмачей два тяжелых сабельных ранения. За боевые отличия в борьбе с басмачами был награждён орденами Красного Знамени и Трудового Красного Знамени Туркменской ССР.
С января по апрель 1930 года учился на курсах усовершенствования высшего начсостава в Москве, затем вернулся к командованию тем же полком. С июля 1931 года — командир 2-го Туркменского кавалерийского полка 4-й отдельной Туркменской кавалерийской бригады Среднеазиатского военного округа. Тогда участвовал в ликвидации последних басмаческих отрядов, загнанных в пустыню Каракумы.
С ноября 1933 года был слушателем Военной академии РККА имени М. В. Фрунзе, которую окончил в 1936 году. Среди прочего, овладел английским языком, а также такими редкими среди командования Красной Армии языками, как фарси и пушту. Тогда командование прочило его на дипломатическую службу, но в итоге его вернули в строй. С февраля 1924 года — начальник штаба 24-й кавалерийской дивизии Белорусского военного округа, с мая 1938 года исполнял должность помощника командира дивизии. С октября 1938 — помощник начальника Управления военно-конными заводами РККА по Северо-Кавказскому военному округу. С декабря 1939 — помощник командира по строевой части 17-й горнокавалерийской дивизии Закавказского военного округа (Ленинакан).
2 сентября 1940 года назначен командиром 20-й горнострелковой Краснознамённой дивизии этого округа (Гори).

## Великая Отечественная война
Дивизия вскоре после начала Великой Отечественной войны была направлена на границу с Ираном. Во время Иранской операции в августе-сентябре 1941 года дивизия в составе советских войск была введена на территорию Ирана, совершила быстрый марш и заняла города Хой, Маранд и Тебриз. С сентября 1941 года выполняла задачи по охране Черноморского побережья и строительству противодесантной обороны на рубеже Сухуми — Лазаревское.
В связи с неблагоприятным развитием битвы за Кавказ летом 1942 года дивизия полковника Турчинского была спешно брошена на Закавказский фронт. Умело организовал бои при обороне перевалов Главного Кавказского хребта: 20-25 августа 1942 года дивизия вела бои под горой Фишт и отбросила передовые немецкие части на несколько десятков километров от Белореченского перевала; 28-31 августа 1942 года обороняла Умпырский перевал; в сентябре 1942 года держала оборону на реке Уруштен и перевалах массива Псеашхо. В январе 1943 года дивизия передана на Северо-Кавказский фронт и в составе 56-й армии участвовала в Северо-Кавказской и Краснодарской наступательных операциях. Ею были освобождены десятки населённых пунктов, в то же время в боях 28-31 января 1943 года за освобождение станицы Смоленской два полка дивизии попали под немецкий контрудар и несколько суток вели бой в полном окружении.
8 апреля 1943 года был назначен командиром 395-й стрелковой дивизии в 37-й и в 56-й армиях Северо-Кавказского фронта, во главе её принимал участие в Новороссийско-Таманской наступательной операции.
14 октября 1943 года принял командование 2-й гвардейской стрелковой дивизией. Командир этой дивизии (11-й гвардейский стрелковый корпус, 56-я армия, Северо-Кавказский фронт) гвардии генерал-майор А. П. Турчинский особо отличился в Керченско-Эльтигенской десантной операции. В ночь на 3 ноября 1943 года дивизия на 48 кораблях и катерах Черноморского флота и Азовской военной флотилии форсировала Керченский пролив и с боем высадилась под Керчью в районе сёл Маяк — Жуковка (Подмаячный). К рассвету совместно с 56-й гвардейской стрелковой дивизией этой армии овладела плацдармом площадью в 7 квадратных километров. В последующие дни, отражая непрерывные контратаки противника, воины дивизии продвинулись свыше 10 километров, овладели крупными опорными пунктами обороны — горой Хрони, сёлами Баксы (Глазовка) и Аджи-Мушкай и вышли к северным окраинам Керчи.
Указом Президиума Верховного Совета СССР от 16 мая 1944 года за «образцовое выполнение боевых заданий командования на фронте борьбы с немецкими захватчиками и проявленные при этом отвагу и геройство» гвардии генерал-майору Адаму Петровичу Турчинскому присвоено звание Героя Советского Союза с вручением ордена Ленина и медали «Золотая Звезда». Впоследствии благодарное население Керчи подарило генералу Турчинскому серебряный кубок с именной гравировкой.
В последующем дивизия периодически вела бои за расширение Керченского плацдарма (особенно упорные в декабре 1943 и в январе 1944 года), в которых удалось значительно расширить его территорию, но овладеть Керчью советские войска тогда не смогли.
С 25 марта 1944 года А. П. Турчинский командовал 55-й гвардейской стрелковой Иркутской дивизией в Отдельной Приморской армии. Дивизия удерживала плацдарм на Керченском полуострове до апреля 1944 года, затем принимала участие в Крымской наступательной операции, отличившись при штурме Севастополя. К июню 1944 года она была переброшена в состав 28-й армии 1-го Белорусского фронта. В ходе Белорусской стратегической операции участвовала в Бобруйской, Минской и Люблин-Брестской фронтовых операциях, наступала при освобождении Ивановского и Лунинецкого районов Брестской области, города Пинск и Логишинского района Пинской области, восточных районов Польши. В октябре 1944 года и дивизию и армию передали на 3-й Белорусский фронт, где она участвовала в Гумбиннен-Гольдапской и Восточно-Прусской наступательной операциях. И, наконец, в апреле 1945 года опять-таки вместе с 28-й армией дивизия прибыла на 1-й Украинский фронт, где вновь отличилась в Берлинской и Пражской наступательных операциях.
За время войны Турчинский был девять раз упомянут в благодарственных в приказах Верховного Главнокомандующего.

## Послевоенная биография
После войны командовал той же дивизией до июля 1946 года. После пребывания в распоряжении Управления кадров Сухопутных войск в декабре 1946 года назначен заместителем командира 1-го стрелкового корпуса Туркестанского военного округа (управление в г. Ашхабад). Чудом остался жив во время Ашхабадского землетрясения 1948 года (в разрушенном доме погибла огромная библиотека генерала)  и принимал участие в восстановлении города. С сентября 1949 — начальник Управления боевой и физической подготовки штаба Туркестанского ВО. С января 1951 — заместитель командира 13-го стрелкового корпуса в Закавказском военном округе. С сентября 1953 — начальник военной кафедры Азербайджанского сельскохозяйственного института. В декабре 1955 года генерал-майор А. П. Турчинский уволен в запас.
С 1963 года и до конца жизни проживал с семьей в городе Симферополь. Скончался 29 января 1979 года. Похоронен на кладбище «Абдал» в Симферополе.

## Награды
- Медаль «Золотая Звезда» Героя Советского Союза № 3058 (16.05.1944);
- Три ордена Ленина (16.05.1944, 21.02.1945[7], 28.10.1967[8]);
- Четыре ордена Красного Знамени (1933, 13.12.1942, 03.11.1944[7], 1948[7]);
- Два Орден Суворова II степени (25.10.1943, 25.05.1945);
- Орден Кутузова II степени (23.07.1944);
- Орден Богдана Хмельницкого II степени (29.06.1945);
- Орден Трудового Красного Знамени Туркменской ССР (1931);

- Медали в том числе:
- Медаль «За оборону Кавказа» (1944);
- Медаль «За победу над Германией в Великой Отечественной войне 1941—1945 гг.» (1945);
- Медаль «За взятие Кёнигсберга» (1945);
- Медаль «За взятие Берлина» (1945);
- Медаль «Ветеран Вооружённых сил СССР» (1976).

## Память
- На доме в Симферополе (ул. Киевская, д. 84), в котором жил А. П. Турчинский, установлена мемориальная доска.
- Его именем названы улицы в городе Керчь[9], посёлке Красная Поляна, деревне Бостынь Лунинецкого района Брестской области[10].
- Личные вещи, ордена и фотографии А. П. Турчинского находятся во многих музеях бывшего СССР, в частности, в Центральном музее вооружённых сил СССР, музее боевой славы в посёлке Красная Поляна (город Сочи), Крымском краеведческом музее, Украинском государственном музее истории Великой Отечественной войны.
- Бюст в посёлке Красная Поляна Адлеровского района города Сочи (2020)[11].
- Бюст возле мемориала в с. Красном (Новохоперский район; место рождения героя).
- В 2021 году было принято решение о присвоении имени А.П. Турчинского одной из улиц города Симферополя[12].

## Воспоминания
- Турчинский А. П. В боях за Крым // Записки ветерана. — 1959. — № 2. — С. 7-13.